# Eremotes
Eremotes är ett släkte av skalbaggar. Eremotes ingår i familjen vivlar.

## Dottertaxa tillEremotes, i alfabetisk ordning[1]
- Eremotes ater
- Eremotes brevinasis
- Eremotes caucasicus
- Eremotes cephalotes
- Eremotes chloropus
- Eremotes congoanus
- Eremotes crassicornis
- Eremotes crassirostris
- Eremotes cribratus
- Eremotes cylindricollis
- Eremotes dalmatinus
- Eremotes dispar
- Eremotes elongatus
- Eremotes encaustes
- Eremotes exaratus
- Eremotes filum
- Eremotes gravidicornis
- Eremotes heydeni
- Eremotes himalayensis
- Eremotes incisus
- Eremotes inusus
- Eremotes linearis
- Eremotes meridionalis
- Eremotes nefarius
- Eremotes nitidipennis
- Eremotes patagiatus
- Eremotes pinipotens
- Eremotes plagiatus
- Eremotes planirostris
- Eremotes planiusculus
- Eremotes porcatus
- Eremotes punctatulus
- Eremotes punctulatus
- Eremotes pyrenaeus
- Eremotes reflexus
- Eremotes ruptus
- Eremotes sculpturatus
- Eremotes sculptus
- Eremotes sikkimensis
- Eremotes simum
- Eremotes strangulatus
- Eremotes subasperatus
- Eremotes submuricatus
- Eremotes syriacus